# Doryopteris tijucana
Doryopteris tijucana är en kantbräkenväxtart som beskrevs av Alexander Curt Brade och Rosenst. Doryopteris tijucana ingår i släktet Doryopteris och familjen Pteridaceae. Inga underarter finns listade.